# Mary Sundström-Cedercrantz
Mary Hortense Sundström-Cedercrantz, född Cedercrantz 30 december 1915 i Stockholm, död 5 november 1991 i Stockholm, var en svensk målare och tecknare.
Hon var dotter till direktören August Sundström och sångaren Josephine Pohlman samt syster till Frank Sundström och från 1939 gift med direktören Bror Cedercrantz. Hon bedrev privata konststudier för Edward Berggren i Stockholm 1927–1930 och därefter vid Otte Skölds målarskola 1930–1933 och för Marcel Gromaire vid Maison Watteau i Paris 1933–1934. Separat debuterade hon med en utställning på De Ungas salong i Stockholm 1940 och ställde därefter ut separat ett flertal gånger bland annat på Svensk-franska konstgalleriet. Tillsammans med Arwid Karlsson ställde hon ut i Norrköping 1948 och tillsammans med Alf Lindberg och Erik Hallgren på Galerie Blanche 1953 och 1962. Hon medverkade i Sveriges allmänna konstförenings salonger och i utställningen med nordisk konst i Århus och Nutida svenskt måleri i Köpenhamn samt Nordiska konstförbundets utställningar i Oslo och Helsingfors och i Contemporary European Women Painters i London. Hennes konst består av interiörer, landskap och porträttstudier. Sundström-Cedercrantz är representerad vid prins Eugens Waldemarsudde, Moderna museet, Västerås konstmuseum och Skövde museum.